# Ragnar Hjorth
Ragnar Hjorth, född 2 maj 1887 i Jakobs församling, Stockholm, död 2 maj 1971 i Oscars församling, Stockholm, var en svensk arkitekt.

## Biografi
Ragnar Hjorth, son till Hjalmar Hjorth och Ester Rosenlöf, studerade vid Tekniska högskolan och från 1912 vid Konsthögskolan, där han 1914 förärades kungliga medaljen. Han var under perioden 1917–1921 i flera omgångar vikarierande lärare i svensk arkitekturhistoria vid Konsthögskolan. 1917 tog han plats som arkitekt i Byggnadsstyrelsen. Under åren 1921–1922 innehade han statens resestipendium och studerade, främst i Frankrike, England och Italien. 1924–1952 arbetade Hjorth som byggnadsråd och chef för kulturhistoriska byrån vid Byggnadsstyrelsen.
Hjorth låg bakom ritningarna till flera bostads- och affärshus, bland annat ett flertal villor i Saltsjöbaden och flera kända byggnader i Stockholm, till exempel Idunhallen på Skansen, Nobelstiftelsens hus i klassicistisk stil (1926) och Tekniska museet, i funktionalistisk stil (1936). Han låg också bakom reformeringen av Karlaplan i Stockholm (1929) och tillförde då en damm med vattenstråle. Hjort ritade Hallands museum i Halmstad (1934) och var ansvarig Slottsarkitekt på Haga Slott, för restaurering av kyrkobyggnader och Gustav III:s paviljong. 
Hjorth var också en bra tecknare och skapade en svit av kolteckningar med motiv av allt från landskap till byggnader och klockstaplar. Han tilldelades Illis Quorum 1969.
I samarbete med arkitekten Ture Ryberg deltog Hjorth, med framgång i flera arkitekttävlingar i Stockholm och Göteborg. De vann bland annat första pris i första tävlingsomgången 1917 angående utformningen av Götaplatsen i Göteborg. (I senare tävlingsomgångar valdes dock andra tävlingsdeltagares förslag som slutliga vinnare.) 

## Bilder (verk i urval)

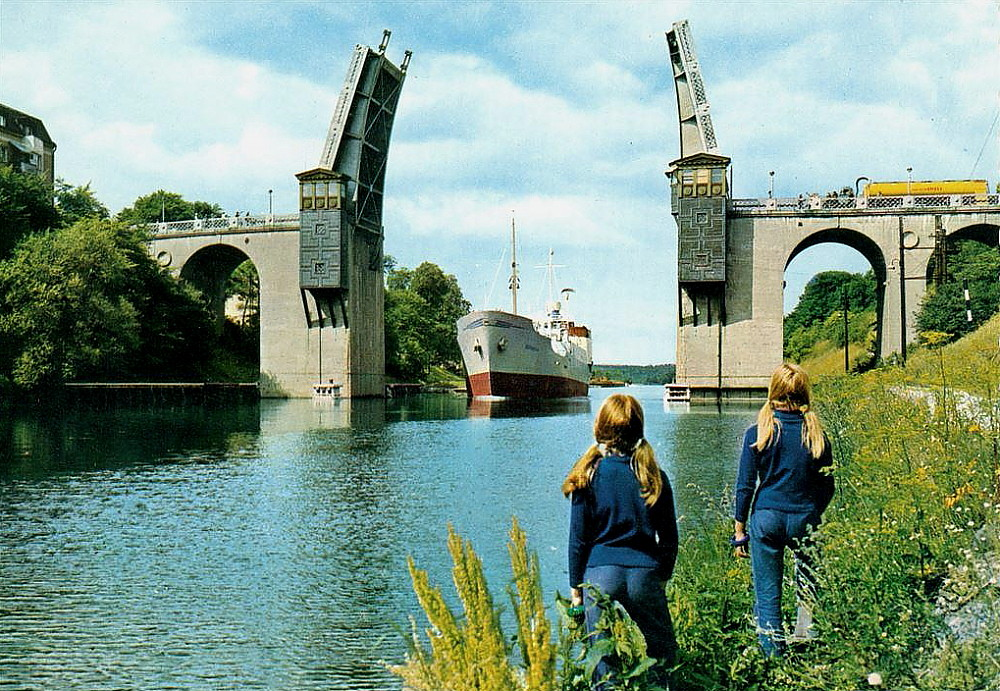
Första Klaffbron över Södertälje kanal 1924.
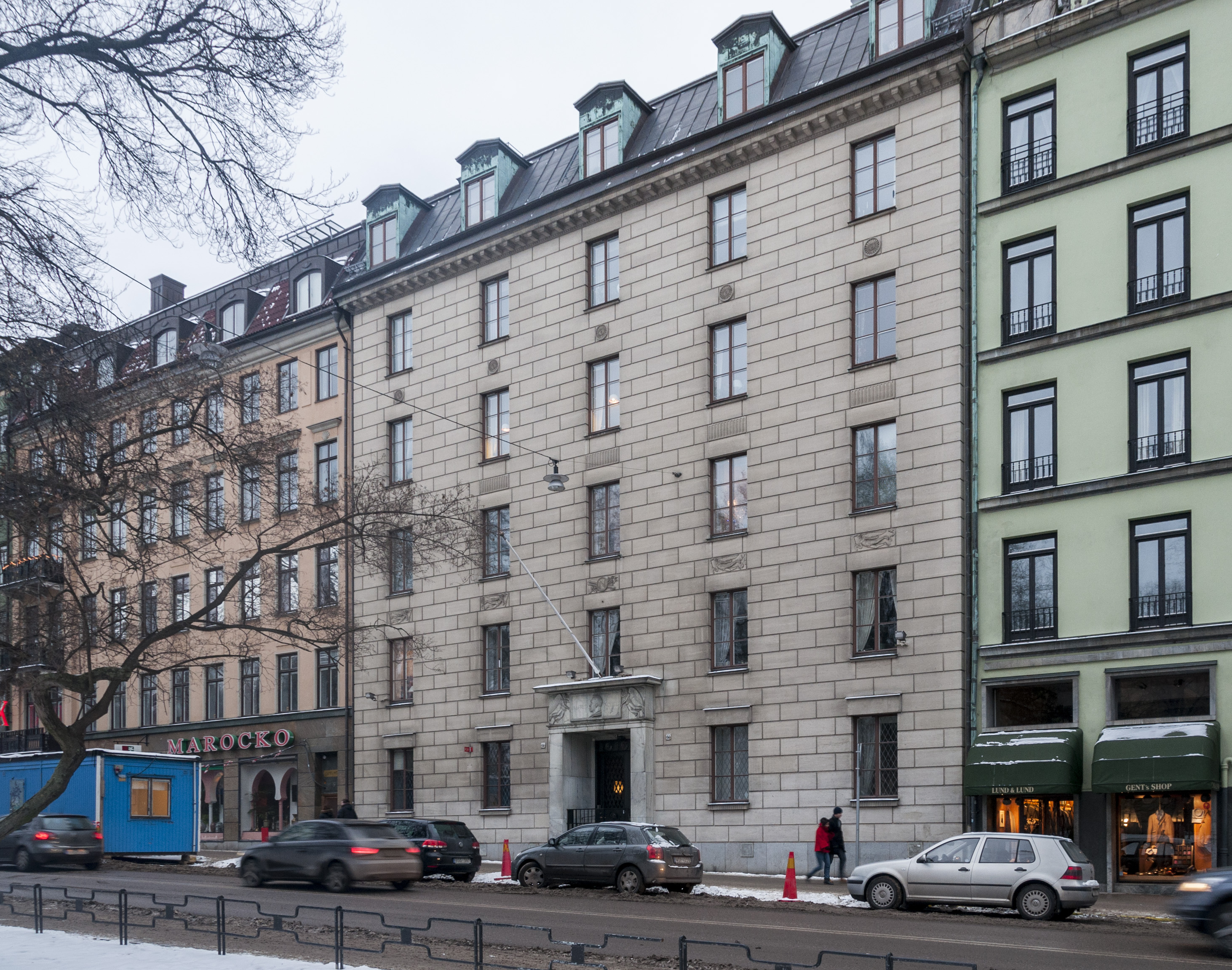
Nobelstiftelsens hus, Stockholm, 1924–1926.
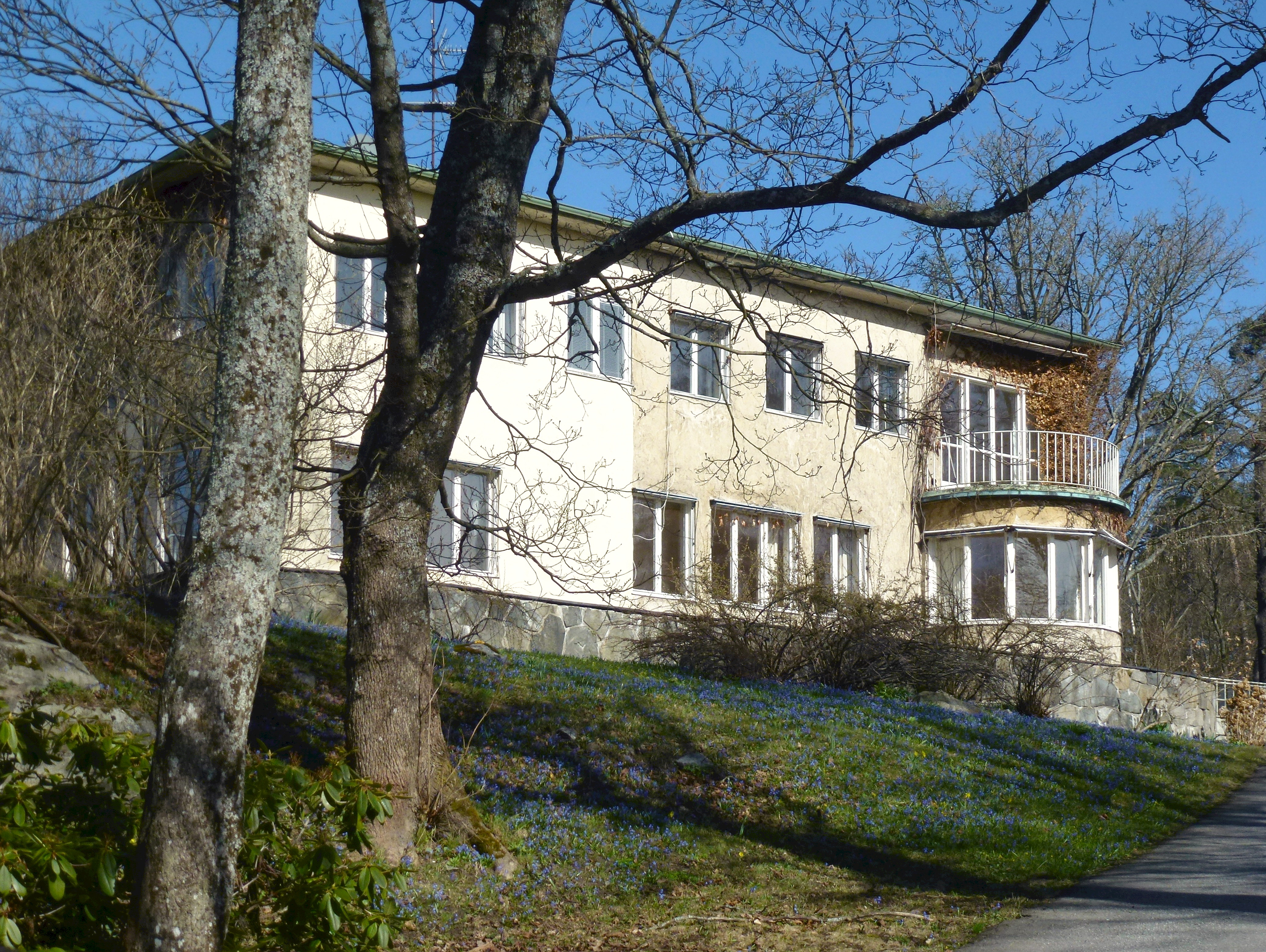
Villa Solbacken, Stockholm, 1930.
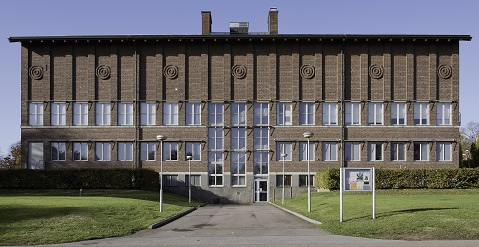
Hallands konstmuseum, 1933.
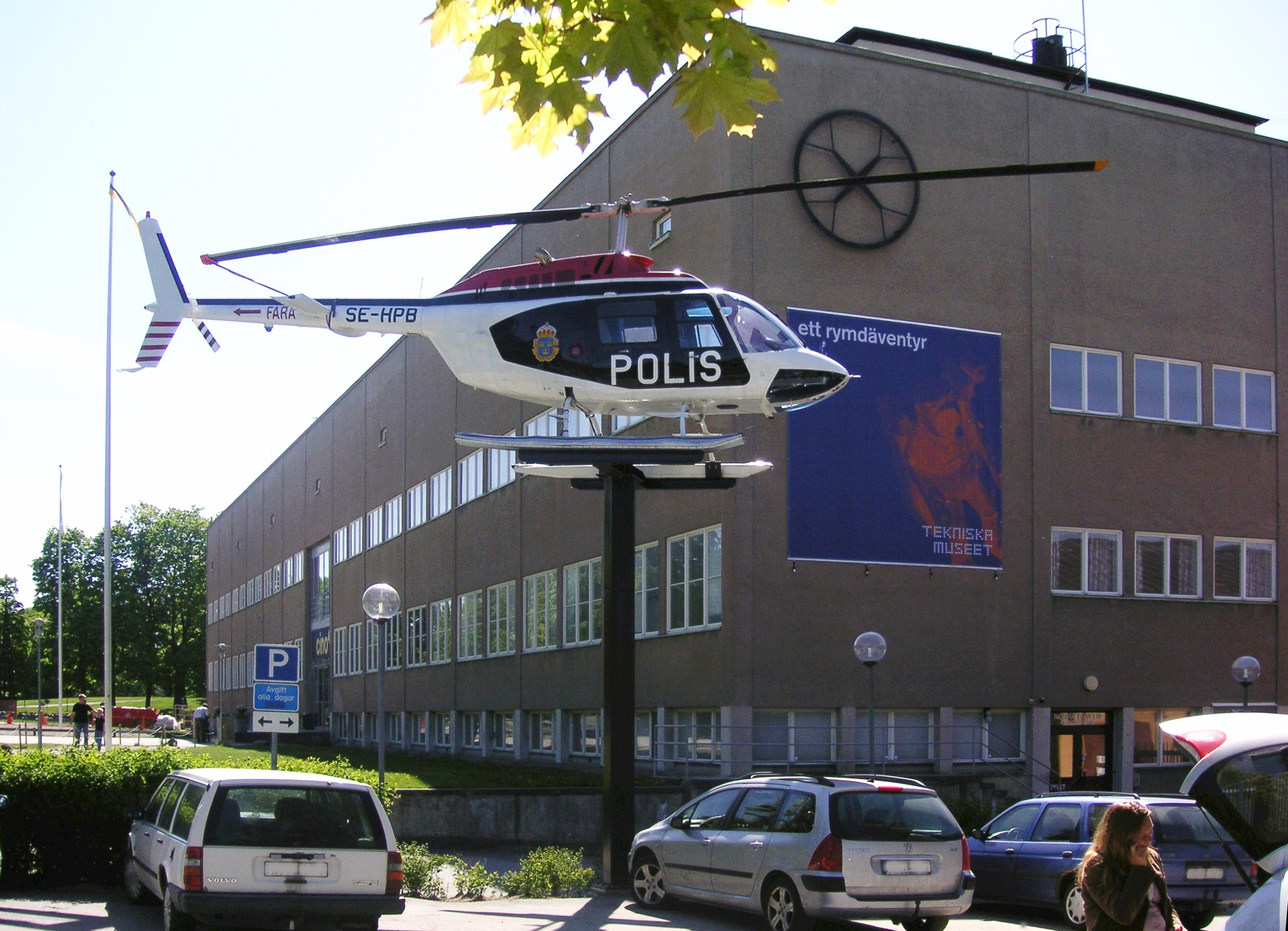
Tekniska museet, Stockholm, 1934–1936.
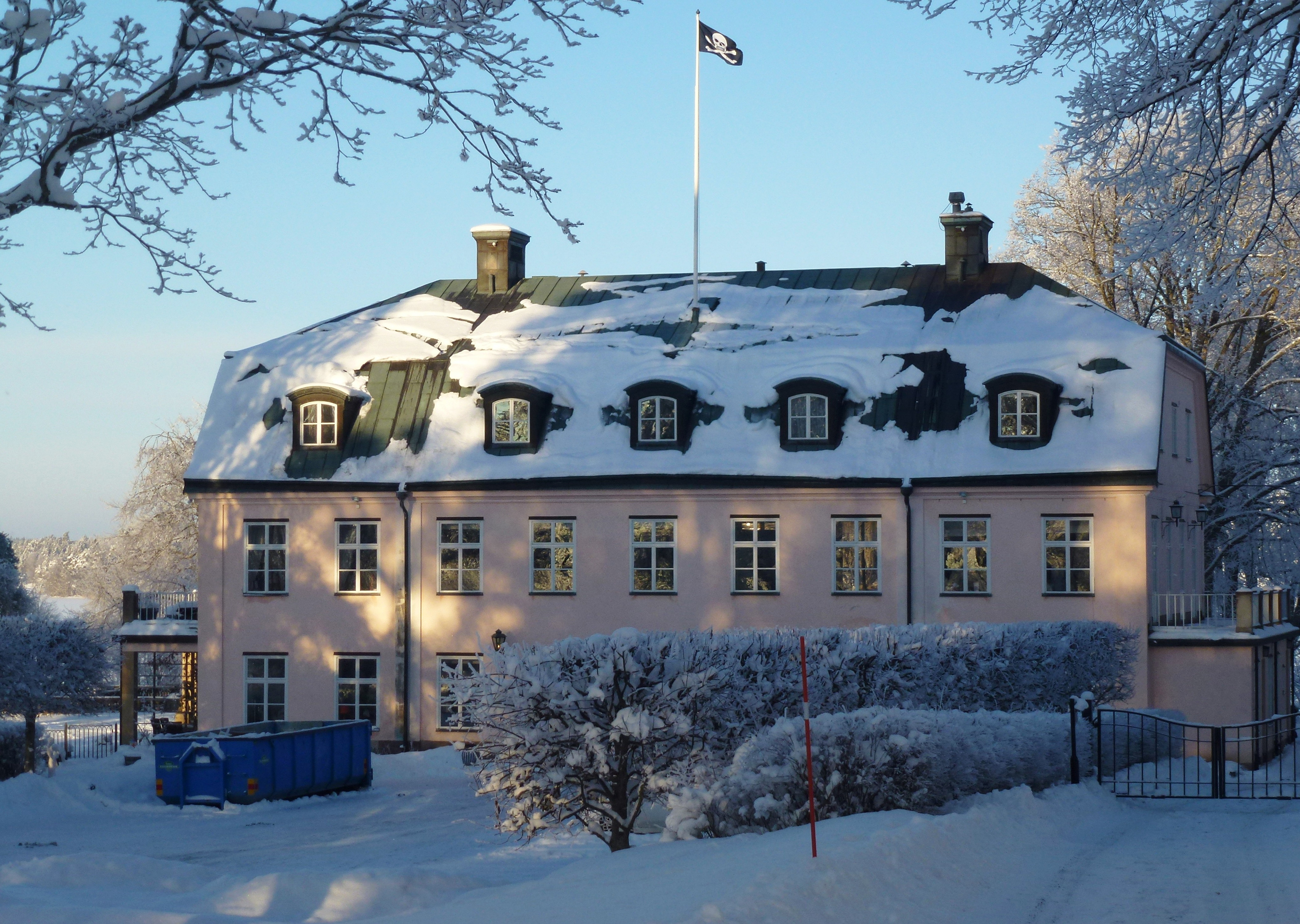
Malmviks gård, ombyggnad, 1963.